# Музей Пушкина в Одессе
Литерату́рно-мемориа́льный музе́й А. С. Пу́шкина — одесский литературно-мемориальный музей, открытый для посетителей 18 июня 1961 года. Является филиалом Одесского государственного литературного музея.
Экспозиция музея посвящена периоду жизни и творчества в 1823—1824 годах русского поэта Александра Сергеевича Пушкина в ссылке в южном городе Одессе, являющемся тогда административным центром Новороссийско-Бессарабского генерал-губернаторства Российской империи, а также городу Одессе первой половины XIX века.
Музей расположен по адресу: Украина, Одесская область, город Одесса, улица Пушкинская, дом № 13. В этом старинном здании, являющемся достопримечательностью города, в 1820-е годы располагалась гостиница известного одесского негоцианта Шарля Сикара, в которой на протяжении месяца в 1823 году проживал Александр Сергеевич Пушкин.

## История
В 20-е годы XIX века в доме № 13 по улице Итальянской в городе Одессе, административном центре Новороссийско-Бессарабского генерал-губернаторства Российской империи, располагалась гостиница «Hotel du Nord», принадлежавшая известному негоцианту Шарлю Сикару. По приезде в Одессу 3 июля 1823 года, русский поэт Александр Сергеевич Пушкин остановился именно в этой гостинице и прожил здесь месяц.
Находясь в одесской ссылке в течение тринадцати месяцев, А. С. Пушкин создал тридцать лирических стихотворений, поэму «Цыганы», завершил работу над «Бахчисарайским фонтаном», написал две с половиной главы романа «Евгений Онегин». Описав Одессу в главе «Путешествие Онегина», Пушкин, по выражению поэта Василия Туманского, подарил городу «грамоту на бессмертие».
Улица в Одессе, на которой жил великий поэт, ранее называвшаяся Итальянской, в 1880 году была переименована в Пушкинскую, а над воротами здания была установлена табличка «Здесь жил Пушкин».
Во время Великой Отечественной войны (1941—1945) здание бывшей одесской гостиницы, в которой жил и работал поэт, было разрушено войсками немецко-фашистских захватчиков и восстановлено уже после Победы.
Этот дом является единственным в Одессе, сохранившимся до наших дней из тех, в которых жил А. С. Пушкин.

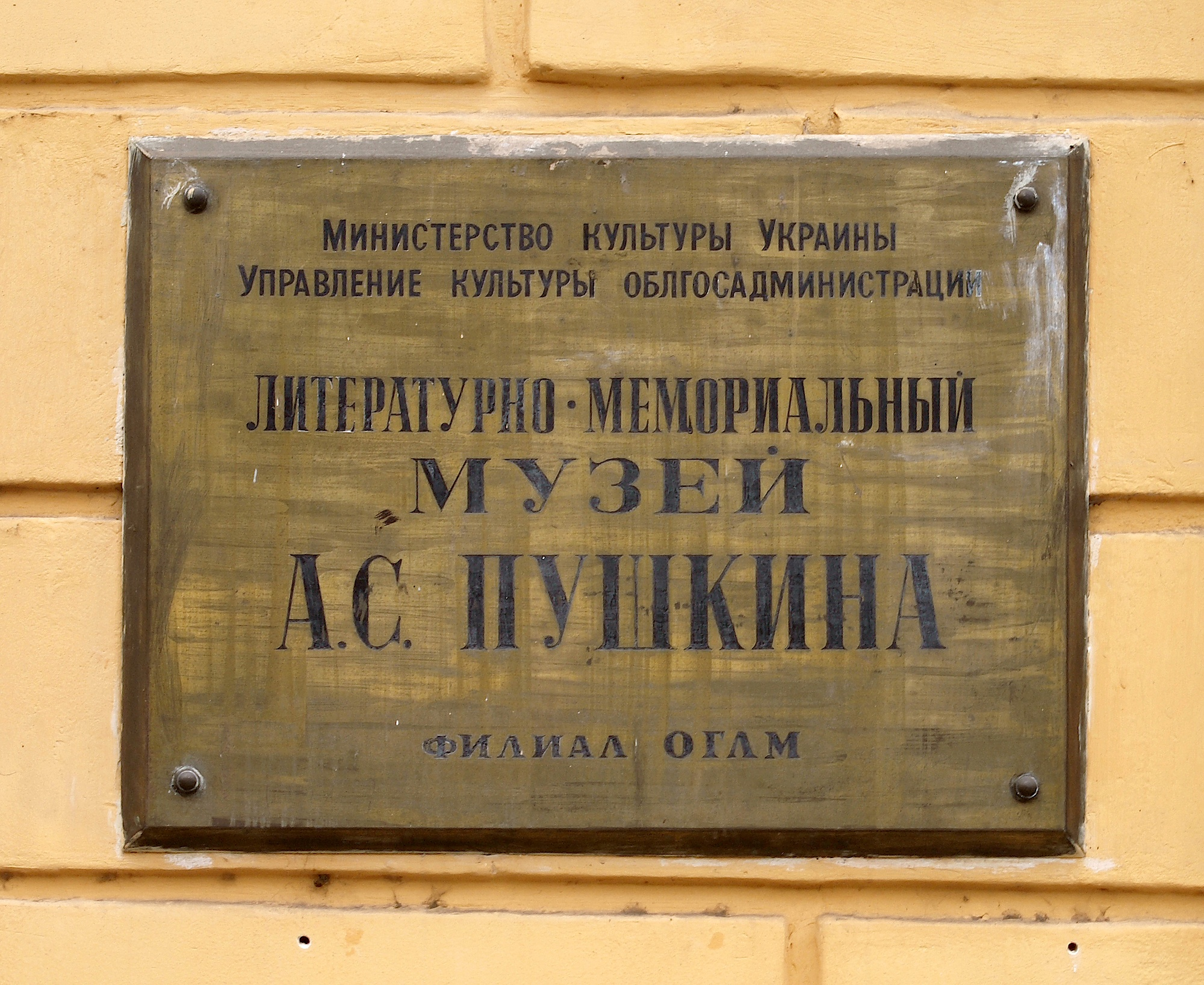
Табличка на фасаде здания Литературно-мемориального музея А. С. Пушкина в Одессе. 27 сентября 2012 года.

В 1959 году Одесский облисполком Украинской ССР принял решение о создании в Одессе мемориального музея А. С. Пушкина, который был открыт в здании по улице Пушкинской, дом 13, спустя два года, 18 июня 1961 года, с первых же дней став одним из самых посещаемых.
В Литературно-мемориальном музее А. С. Пушкина в Одессе можно познакомиться со старинными гравюрами пушкинской Одессы, портретами современников поэта, уникальными пушкинскими автографами рисунками, редкими прижизненными изданиями произведений Пушкина.
Экспозиция музея расположена в четырёх небольших комнатах. На стенах размещены фотокопии рукописей поэта одесского периода. В шкафу хранятся книги из библиотеки новороссийского и бессарабского генерал-губернатора Михаила Семёновича Воронцова. В витринах представлены выпуски рукописного журнала «Ареопаг», издаваемого в Ришельевском лицее. Виды Одессы в литографиях итальянского художника Карло Боссоли дают представление о пушкинском времени.
Ежегодно музей посещали десятки тысяч человек. Здесь проходили встречи с творческими и научными работниками, открытые уроки, консультации для учащихся, вечера, посвящённые памяти А.Пушкина. Работали также книжные и художественные выставки.
31 января 2025г. здание музея было повреждено в результате российской ракетной атаки центра Одессы, музей закрыт.

## Как добраться до музея
Добраться до Литературно-мемориального музея А. С. Пушкина в Одессе можно маршрутами троллейбуса № 1, 2, 10, а также маршрутного такси № 9, 145, 148, 194.